# Don Miguelo
Don Miguelo (n. 21 august 1981) este un cântăreț dominican de muzică reggaeton. Albumul său de debut, "Contra el Tiempo", lansat pe 13 iunie 2006, conține 13 titluri și un intro. Dintre acestea, piesa "Ay Que to Quiere", cunoscută și după numele "La cola de motora" a avut cel mai mare succes la public. La acest album a colaborat cu Monchy & Alexandra, Rafy Mercenario și Frank Reyes.
În încercarea de a avea un mai mare succes, Don Miguelo s-a mutat în Statele Unite.

## Biografie
Miguel Ángel Valerio, desfășoară diverse meserii, inclusiv cea a dulapului. În 1996, la numai 15 ani a făcut primul debut în reggaeton, a început să producă propriile piese.
Îl întâlnește pe un regizor de emisiuni TV, Gabriel Grullón, care îi oferă primele sale oportunități de a fi mediatizat la nivelul țării sale și mai târziu la nivel internațional. El este apoi remixat de producătorul SamForce, dar acesta din urmă îl abandonează din cauza r'n'b, din fericire, Gabriel este un mare dansator.
Prezentările scenografice ale artistului sunt un real succes și împărtășesc scena cu artiști precum Vico C, Javiah, Voltio, Divino, dar îl însoțește și pe americanul Ja Rule într-un concert la stadionul Quisquella din Santo Domingo.
Contra El Tiempo, conține următoarele titluri: „Que Quieres”, „Acelerao Y Pico”, „El Ponchao”, printre altele. Acest CD este mixt și înregistrat în Republica Dominicană și este rodul colaborărilor cu Rafy Mercenario, Frank Reyes și Monchy & Alexandra.